# Atlántida (opéra)
Pour les articles homonymes, voir Atlántida.

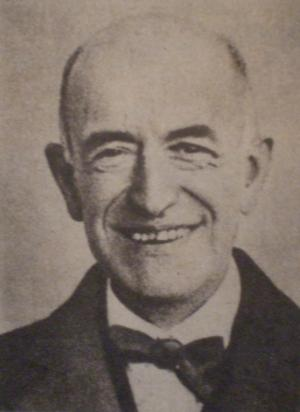
Photographie extraite de la revue La Nación. Un siglo en sus columnas, publié par le journal La Nación à l'occasion de son anniversaire.

Atlántida (Atlantide) est un opéra (intitulé cantate scénique) en un prologue et trois parties de Manuel de Falla. Le livret, écrit par Jacint Verdaguer, est tiré de son poème catalan L'Atlàntida .

## Genèse
Manuel De Falla a travaillé sur la partition pendant vingt ans. Réfugié en Argentine après la Guerre Civile espagnole, il y meurt en 1946 sans avoir réussi à achever cette oeuvre. Ernesto Halffter, son disciple, compléta la partition pour sa création en version de concert, donnée Liceu de Barcelone le 24 novembre 1961, avec Victoria de los Angeles dans le rôle de la Reine Isabel et sous la direction de Eduardo Toldrà. La version scénique a été créée à la Scala de Milan le 18 Juin 1962. La représentation était donnée en version italienne, sous la direction musicale de Thomas Schippers, dans une mise en scène de  Margherita Wallmann avec Lino Puglisi, Giulietta Simionato et Teresa Stratas. D'autres représentations suivent notamment au Deutsche Oper de Berlin en octobre 1962
En 1976, le festival de Lucerne propose à nouveau une version révisée plus accessible que l'original et plus courte, en version concert, dans le même sens que le travail déjà effectué par Ernesto Halffter où il s'agissait : « conformément à l'évolution de ma conscience créative, de rendre l'œuvre plus jouable, plus facile à donner ». Il précisait également : « Sur le fond, poursuit E. Halffter, Atlantida comporte tous les éléments musicaux que Falla considérait comme éternels et qui appartiennent au monde tonal, sans exclure l'intérêt porté aux expériences dodécaphoniques ». En 1977, c'est au Festival de Grenade cette fois, qu'est proposée une nouvelle version, plus longue, considérée alors comme définitive et enregistrée en studio au Teatro Real et publiée en 1978 sous le label Angel Records. C'est l'orchestre national et le chœur national d'Espagne qui exécutent cette partition sous la direction de Rafael Frühbeck de Burgos.

## Rôles principaux
| Rôle                  | tessiture     | Distribution de la Première, 18 juin 1962 Scala de Milan. Chef d'orchestre : Thomas Schippers |
| --------------------- | ------------- | --------------------------------------------------------------------------------------------- |
| Corifeu               | baryton       | Lino Puglisi                                                                                  |
| Pirene                | mezzo-soprano | Giulietta Simionato                                                                           |
| Isabel I de Castella  | soprano       | Teresa Stratas                                                                                |
| Archange              |               | Antonio Greco                                                                                 |
| Gerió el Tricèfal I   | ténor         | Pier Francesco Poli                                                                           |
| Gerió el Tricèfal II  | ténor         | Piero de Palma                                                                                |
| Gerió el Tricèfal III | baryton       | Sergio Pezzetti                                                                               |
| Maria                 | soprano       | Gianna Galli                                                                                  |
| Aretusa               | soprano       | Mirella Fiorentini                                                                            |
| Caleno                | mezzo-soprano | Marina Cucchio                                                                                |
| Eritea                | soprano       | Nama Nardi                                                                                    |
| Electra               | mezzo-soprano | Sonnette Heyns                                                                                |
| Esperetusa            | mezzo-soprano | Biancamaria Casoni                                                                            |
| Alcione               | contralto     | Laura Didier-Gambardella                                                                      |
| Dame de la cour       | mezzo-soprano | Maria Grazia Allegri                                                                          |
| Un enfant             |               | Antonio Di Minno                                                                              |
| Hercules              | acteur / mime | Roger Browne                                                                                  |
| Chœur                 |               |                                                                                               |

## Argument
Deux lieux et deux époques pour cet ouvrage complexe :  d'une part le récit fait par un vieil ermite à Christophe Colomb, enfant, naufragé sur une île et seul survivant, de l'anéantissement d'une terre légendaire, l'Atlantide dont Hercule causa la perte en la submergeant au large des côtes espagnoles ;  d'autre part, la découverte de l'Amérique par Christophe Colomb, devenu adulte, à qui la reine Isabelle offrira les moyens de son rêve de traversée de l'océan. Sa découverte du Nouveau Monde s'accompagnera de la christianisation des terres.

## Enregistrements
- Ernest Ansermet dirige Manuel de Falla (2000), Manuel de Falla (1876-1946), Fribourg : Cascavelle ; Levallois : distrib. Musidisc , 2000 (DL)

- Atlàntida (1995), Manuel de Falla (1876-1946), Ernesto Halffter (1905-1989), Paris : Auvidis ; Antony : distrib. Auvidis , 1995 (DL)

- Atlàntida (1993), Manuel de Falla (1876-1946), Ernesto Halffter (1905-1989), Paris : Auvidis ; Antony : distrib. Auvidis , 1993 (P)

- Atlantida : cantate scénique en un prologue et 3 parties (1978), Manuel de Falla (1876-1946), Ernesto Halffter (1905-1989), Paris , 1978 : Pathé Marconi